# Natação nos Jogos Pan-Americanos de 2003 - 100 m peito feminino
O evento dos 100 m peito feminino nos Jogos Pan-Americanos de 2003 foi realizado em 15 de agosto de 2003.

## Medalhistas
| Ouro   | USA Staciana Stitts |
| Prata  | USA Corrie Clark    |
| Bronze | CAN Kathleen Stoody |

## Recordes
| Recorde mundial       | Leisel Jones (AUS)    | 1:06.37 | 21 de julho de 2003  | Barcelona |
| Recorde pan-americano | Staciana Stitts (USA) | 1:09.16 | 05 de agosto de 1999 | Winnipeg  |

## Resultados
| Posição | Nadador                    | Eliminatórias | Eliminatórias | Final   |
| Posição | Nadador                    | Tempo         | Posição       | Tempo   |
| ------- | -------------------------- | ------------- | ------------- | ------- |
| 1       | Staciana Stitts (USA)      | 1:09.32       | 1             | 1:09.01 |
| 2       | Corrie Clark (USA)         | 1:10.17       | 2             | 1:10.09 |
| 3       | Kathleen Stoody (CAN)      | 1:11.25       | 4             | 1:10.56 |
| 4       | Lisa Blackburn (CAN)       | 1:10.92       | 3             | 1:11.54 |
| 5       | Adriana Marmolejo (MEX)    | 1:14.66       | 7             | 1:13.18 |
| 6       | Agustina de Giovanni (ARG) | 1:13.90       | 6             | 1:13.30 |
| 7       | Imaday Núñez (CUB)         | 1:13.25       | 5             | 1:14.02 |
| 8       | Patrícia Comini (BRA)      | 1:14.75       | 8             | 1:14.32 |
|         |                            |               |               |         |
| 9       | Alia Atkinson (JAM)        | 1:14.81       | 9             | 1:15.37 |
| 10      | Valeria Silva (PER)        | 1:15.95       | 10            | 1:16.05 |
| 11      | Margoth Escalante (ESA)    | 1:18.66       | 14            | 1:17.68 |
| 12      | Shannon Duval (TRI)        | 1:17.13       | 12            | 1:17.76 |
| 13      | Maria Zenoni (DOM)         | 1:17.68       | 13            | 1:18.65 |
| 14      | Katerine Moreno (BOL)      | 1:17.00       | 11            | 1:18.79 |
| 15      | Maria Franco (PAR)         | 1:18.77       | 15            | 1:19.88 |
| 16      | Nilshaira Isenia (AHO)     | 1:19.32       | 16            | 1:22.67 |
|         |                            |               |               |         |
| 17      | Jamie Shufflebarger (ISV)  | 1:19.77       | 17            |         |
| 18      | April Knowles (BAH)        | 1:20.90       | 18            |         |
| 19      | Linda McEachrane (TRI)     | 1:21.26       | 19            |         |